# Глок, Гастон
Гастон Глок (нем. Gaston Glock; 19 июля 1929, Вена, Австрия — 27 декабря 2023, Клагенфурт-ам-Вёртерзе) — австрийский инженер и предприниматель, основатель компании-производителя огнестрельного оружия Glock.

## Компания Glock
Гастон Глок начинал с производства карнизов для штор, а также ножей для австрийской армии, являясь также специалистом в области полимерных материалов. До достижения 52 лет он не занимался конструированием или производством огнестрельного оружия.
В 1980 году Глок купил аппарат для литья из полимеров рукояток и ножен армейских ножей, которые изготавливал в своём гараже. Тогда же он набирал сотрудников из промышленности по производству камер для съёмки, как и он разбирающихся в производстве компонентов из полимеров. В течение года коллектив конструировал пистолет, получивший название Glock 17, рамка которого изготовлена из полимера, получившая соответствующий австрийский патент в 1981 году.

## Личная жизнь
Глок был женат первым браком на Хельге Глок, родившей ему троих детей. В 2011 году он развёлся с Хельгой и женился на Катрин Чикоф (Kathrin Tschikof), бывшей одной из медсестёр, ухаживавших за ним после перенесённого в 2008 году инсульта. В 2012 году он перенёс второй инсульт.
Глок поддерживал различные благотворительные организации в Австрии, пожертвовав более миллиона евро.
Скончался 27 декабря 2023 года на 94-м году жизни.

## Покушение
В июле 1999 года Чарльз Эверт, деловой партнёр Глока, в попытке скрыть миллионные хищения из компании Glock, нанял бывшего французского военного наёмника Жака Пешё (Jacques Pêcheur) для убийства Глока. Пешё напал на Глока с молотком в гараже в Люксембурге. Глок получил семь ран головы и потерял около литра крови, но и сам смог нанести Пешё два удара. В результате неудавшегося покушения Пешё был приговорён к 17 годам лишения свободы, а Эверт, на основе его показаний — к 20.

## Книга
В 2012 году была опубликована книга англ. Glock: The Rise of America's Gun (Глок: восход американского пистолета), посвящённая Глоку и его компании. По отзыву Дэниела Горана (Daniel Horan) из The Wall Street Journal книга является «захватывающим взглядом на экстраординарный успех одного человека».